# 百萬美元首頁
百萬美元首頁（英語：The Million Dollar Homepage）是在2005年由英國威爾特郡一名21岁的学生亞歷克斯·圖（Alex Tew）構想并创办的一个网站，目的是要賺錢來籌措他的大學學費。网站首页由1000×1000像素的網格构成了共计100万像素的广告位。这些广告位以10×10像素为基本单位进行销售，每个像素售价1美元。由购买者为其购买的广告位提供：显示的图片、图片指向的网址、以及浏览者光标停留在该图片上方时显示的广告标语。网站的目标是将所有像素售出，从而为创始人筹集100万美元的资金。《华尔街日报》评论说，百万美元首页为其它同类型网站提供了灵感。
2005年8月26日开通之后，这个网站迅速成为網路爆紅事物。其Alexa网站排名一度高居第127位，2009年2月18日的排名为第42735位。2006年1月1日，最后1000个像素被放到eBay上拍卖，1月11日截标，成交价格为3.81万美元。这使得这个网站最终毛利达到103.71万美元。

## 创办
亚历克斯·图是英国威尔特郡的一名学生。2005年8月，他构想了百万美元首页这样一个网站。他当时即将进入诺丁汉大学开始为期三年的工商管理课程的学习，面临着可能需要数年才能还清的学业贷款。作为一种筹集资金的方式，他决定创办一个网站，以1美元/像素的价格出售100万个像素的广告位。购买者可以在购得的广告位上投放图案广告，并且可以为该图案添加一个指向他们自己网站的链接。像素以美元而非英镑来定价，这是因为亚历克斯·图认为美国的网络人口多于英国，用美元定价能够吸引更多的潜在购买者。此外，当时1英镑大约可兑换1.8美元，如果定价为1英镑/像素可能会使部分潜在购买者认为价格过于昂贵而退缩。亚历克斯·图的建站费用为50欧元，包括域名注册以及由sitelutions提供的基本的网络主机服务。网站在2005年8月26日宣告开通。
网站首页上方的横幅显示了网站名称以及已售出的像素数量；其下方是一个导航条，包括9个网站内部链接。而首页的主体是待出售的空白广告位，大小为1000×1000像素，共计100万像素。亚历克斯·图向顾客承诺，网站将保持在线5年，也就是说，直到2010年8月26日之前都不会关闭。

## 销售
由于单个像素太小、不易分辨，因此最小的销售单位被确定为10×10像素，所以最低价格即为100美元。网站开通后第三天迎来了首笔交易，购买者是亚历克斯·图的一位朋友经营的在线音乐网站。他购买了20×20格，共400像素。两星期后，亚历克斯·图的朋友和亲人一共购买了4700个像素。这个网站最初只是通过“口口相传”来开拓市场。网站销售额达到1000美元后，亚历克斯·图发出了一份新闻稿，并被BBC报道。科技新闻网站“The Register”也在9月份发表了两篇相关的文章。当月底，百万美元首页已经为亚历克斯·图赚取了25万美元，并在Alexa Internet的名次上升排行榜上名列第三。10月6日，亚历克斯·图发布消息称，已有6.5万名用户访问该网站。11天后，这一数字突破10万。截至10月26日，也就是网站开通两个月之际，共有1400名顾客购买了总计50.09万像素。新年前夕，亚历克斯·图发布的数据显示，网站每小时访客数量达到2.5万人，而100万像素中已有99.9万售出。据Alexa Internet的统计，12月31日那天，百万美元首页网站的访问量排名位居全球所有网站中的第127位。
2006年1月1日，亚历克斯·图宣布，仅剩的1000像素需要应对极高的购买需求，“最公平合理的处理”是将这1000像素放到eBay上拍卖。拍卖为期10天，共收到99次有效出价。拍卖价格最高达到了160109.99美元，但其中很多出价被竞拍者撤回，或者是被确认为恶作剧出价。亚历克斯·图说，“事实上，我与对方通过电话进行了交谈，但他们的态度并不认真，令人相当受挫，因此我最终把这部分竞拍者排除出局”。最后的成交金额是3.81万美元，由一个名为“百万美元减肥”的网站（MillionDollarWeightLoss.com）拍得，该网站是一家在线减肥产品销售商。亚历克斯·图评论说，由于这项拍卖受到媒体的广泛关注，他原本预期能够拍出更高的价格。最后这1000像素售出之后，百万美元首页在5个月时间里共获得毛利润103.71万美元。扣除成本、税收、以及给慈善机构“王子信托基金”（The Prince's Trust）的捐款之后，亚历克斯·图预计他的净收入能够达到65至70万美元。
像素的购买者包括博南扎礼品店、熊猫软件、电影《沃尔玛：低价商品的高代价》的制片人、英国学校卡丁车锦标赛、移动网络运营商Orange、《泰晤士报》、Cheapflights.com、希弗出版社、雅虎、Rhapsody、Tenacious D、GoldenPalace.com、888.com及其他在线博彩网站，以及一些快速致富、在线约会、私人借贷、网站设计、度假等方面的小型公司或企业。

## 媒体关注
自从9月份的新闻稿首次引起媒体关注之后，BBC在线、The Register、《每日电讯报》和PC Pro等媒体报道均对百万美元首页进行了报道。亚历克斯·图还出现在天空新闻台的Sunrise和BBC的BBC Breakfast节目中，谈论这个网站。
到了11月份，网站已经在世界范围内流行，被德国的《德國金融時報》、新西兰的新西兰电视台、拉丁美洲的Terra网络、中国的《中国日报》等各国媒体报道。其中以美国媒体的报道最为丰富，包括《Adweek》、《今日佛罗里达》以及《华尔街日报》等。亚历克斯·图聘请了一位美国的广告员，协助他与美国媒体进行沟通。他还专程赴美一周，接受了ABC新闻广播、福克斯新闻频道、Attack of the Show!以及一些地方媒体的采访。
亚历克斯·图的理念被媒体形容为“简单而有才华的”、“聪明的” 、“有独创性的”，以及“一个独特并且有趣的（广告）平台”。诺丁汉大学企业创新研究所所长马丁·宾克斯教授说，“它的朴素却使它更显才华……广告客户被它的新奇所吸引……这个网站已经成为一种现象”。《Popular Mechanics》评论说，“它没有内容、没有华哨的图案、免费的样品或者帕丽斯·希尔顿的录像带，来提供给浏览者。这就像电视频道、杂志没有其它内容，只有商业广告。这就是百万美元首页，一个令人惊讶的病毒营销案例”。《华盛顿邮报》的唐奥尔登堡是少数没有称赞百万美元首页的人。他评论这个网站是“廉价的市场畸形，垃圾广告、横幅、弹出窗口的广告荒地”。
最后1000个像素拍卖期间，亚历克斯·图接受了英国第四台脱口秀节目Richard & Judy的采访，另外还被BBC新闻杂志登载。《华尔街时报》描写了百万美元首页及其在网络社区的影响：“亚历克斯·图本人已经成为网络上的名人……形成了一幅有趣的网上企业家的图案”。

## 遭到DDoS攻击
2006年1月份拍卖期间，网站遭到了分布式拒绝服务攻击（DDoS），并被勒索。网站被迫关闭了一个星期，直到服务器完成安全系统升级，并且加装反DDoS软件来过滤网络通信之后才重新开放。威尔特郡警方的高科技犯罪单元和美国联邦调查局均对此事进行了调查，并认为攻击者来自俄罗斯。

## 类似网站
类似百万美元首页这样按像素出售广告位的网站还有很多。亚历克斯·图这样评论那些网站，“（它们）几乎立即涌现出来；现在有数百家这样的网站，他们只是毫无主见地互相竞争”；“这个主意依赖于它的新颖性，只在第一次有效……我祝这些模仿者们好运。”